# Селець (Володимирський район)
Селе́ць — село в Україні, у Зимнівській сільській територіальній громаді Володимирського району Волинської області.

## Загальні дані
Населення становить 426 осіб.
Кількість дворів (квартир) — 121.

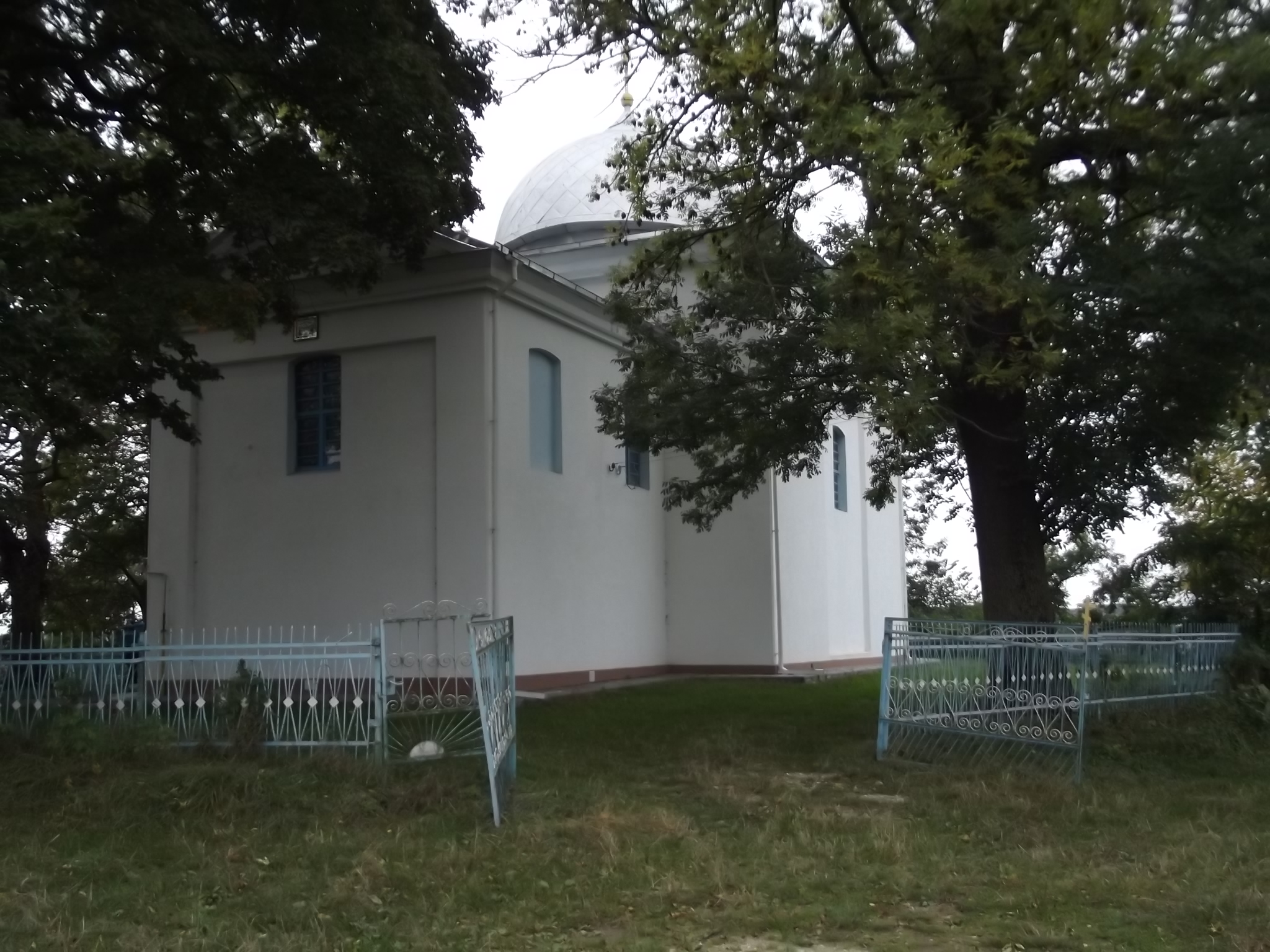
Святотроїцька православна церква

У селі функціонує Святотроїцька православна церква. Кількість прихожан — близько 200 осіб. В Гімназії с. Селець ім.Олени Полонської навчалося 64 школярі станом на 2021 рік. У 2022 році на час війни школу тимчасово закрили у зв'язку з відсутністю в ній бомбосхосховища. Працює клуб, бібліотека, фельдшерсько-акушерський пункт, відділення зв'язку, АТС на 64 номери, 3 торговельних заклади. Проводять господарську діяльність підприємство з виробництва сільськогосподарської продукції та фермерські господарства, спеціалізація — рослинництво та тваринництво.
Забезпечений прийом мовлення таких телеканалів: УТ-1, 1+1, Інтер, СТБ, Обласне телебачення, АТМ «Володимир», Новий, ТРК «Україна», 5 канал, НТН, Мегаспорт, ICTV, Тоніс, TVP, Polsat.
Село газифіковане. Дорога з твердим покриттям у доброму стані, реконструкція завершилася у 2021 р. Наявне постійне транспортне сполучення з районним та обласним центрами.

## Географія
Селом протікає річка Луга.
Село розташовувалося на березі озера, котре зміліло.

## Історія
1 січня 1605 р. князь Юрій Михайлович Чорторийський подав до Володимирського ґродського суду власні привілеї для облятування. Поміж них наявний документ від 2 березня 1452 р., в якому йдеться про те, що великий князь литовський Казимир Ягайлович надав у власність Немирі Резановичу село Селець: "Видивши εго слꙋжбꙋ намъ вεрнꙋю и николи нε ωмεшканꙋю пна Нεмиринꙋ Рεзановича, а додꙋмавши εсмо съ нашими кнзи и пны, с нашою вεрною радою, дали εсмо пну Нεмири Рεзановичꙋ и записали таѩ имεнѩ: Литовижъ, Сεлъцо, Торговища, Червисча, Стволовичи, по томꙋ, какъ была при великомъ кнзю Витовти и какъ тεпεръ панъ Нεмира дεржалъ, а къ тому: Зѣмно, а Бꙋбново, а Чесныи Кресты, а Марковъ Став, а Сεрнамъстишин и со всимъ съ тымъ, што издавна к тымъ имεнѩмъ слушаεтъ".
13 червня 1598 р. у реляції возного зафіксовано продаж Юрієм Чорторийським Сельця, Бубнова, Житань (Володимирський повіт) та Козятина (Луцький повіт) володимирському підкоморію Адаму Прусиновському. У цьому ж документі підкреслено збереження оренди цих населених пунктів за Яном Сенницьким, який був заведений в тримання власності при попередньому власнику. Незважаючи на цей акт, 23 червня 1598 р. Юрій Чорторийський згадується як власник села ("которыи жε позовъ вышъ мεнованыи [стосувався інших маєтностей князя, які лежала у Володимирському повіті - сіл Заболотця та Ракулин] ωтнюсши до имεныѩ кнжти εго мл. Юрѧ Чорторыского в повεтε володимεрскомь лεжачоε, до Сεлца и ꙋткнꙋломъ εго у ворота двора сεлεцкого и тивону тамошнεмꙋ и подданымъ тамошнимъ сεлεцкимъ, пεрεдъ дворомъ стоѩчим, ωказалом"). 
Пізніше власниками (дідичами) були польські шляхтичі Цєкліньські, Мьончиньські. 
Станом на XIX столітті зафіксовано існування трьох святинь в селі: Церква Святого Архістратига Михаїла, Церква Святої Трійці та Свято-Троїцький римсько-католицький костел. 
У 1906 році село Микулицької волості Володимир-Волинського повіту Волинської губернії. 
У серпні 2015 року село увійшло до складу новоствореної Зимнівської сільської громади.
12 червня 2020 року, відповідно до розпорядження Кабінету Міністрів України № 708-р «Про визначення адміністративних центрів та затвердження територій територіальних громад Волинської області», увійшло до складу Зимнівської сільської територіальної громади.
19 липня 2020 року, в результаті адміністративно-територіальної реформи та ліквідації  Володимир-Волинського району(1940—2020), село увійшло до новоутвореного Володимир-Волинського району (від 18 липня 2022 Володимирського).
24 травня 2022 р. прихожанами Свято-Троїцького храму села Селець було прийнято рішення про відхід від УПЦ МП та перехід до Православної Церкви України.

## Населення
За паспортом Зимнівської громади (на 01.01.21), населення становить 426 осіб.
Згідно з переписом УРСР 1989 року чисельність наявного населення села становила 440 осіб, з яких 205 чоловіків та 235 жінок.
За переписом населення України 2001 року в селі мешкало 418 осіб, у 133 дворах.

### Мова

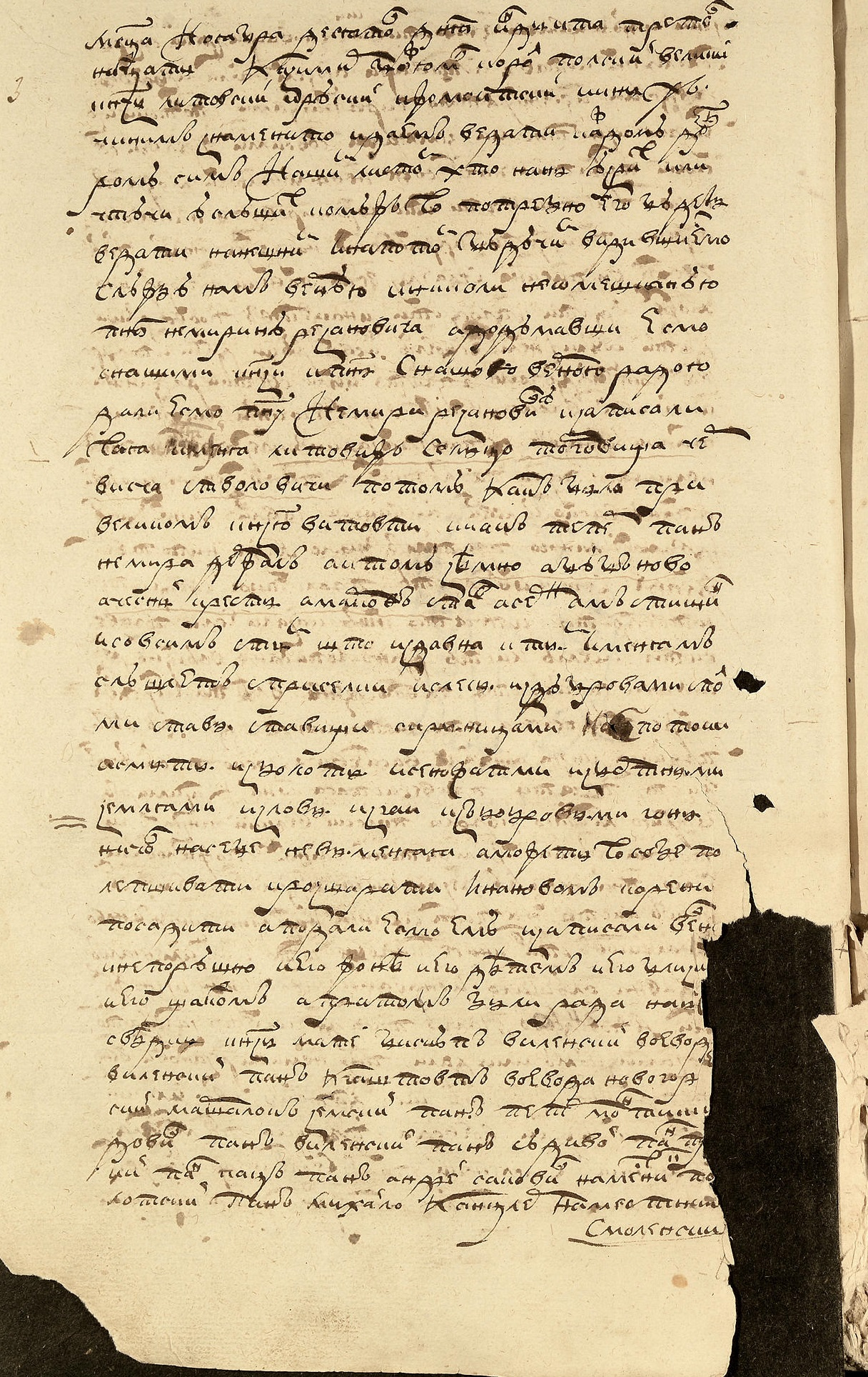
Фрагмент документа від 1 січня 1605 р.

Розподіл населення за рідною мовою за даними перепису 2001 року:
| Мова       | Відсоток |
| ---------- | -------- |
| українська | 99,04 %  |
| російська  | 0,72 %   |
| білоруська | 0,24 %   |

## Відомі люди
- Колодійчук Євген Сергійович — український поет, пісняр, письменник-гуморист, журналіст. Навчався в Селецькій школі, похований на місцевому цвинтарі.

### Народилися
- Олена Казимирчак-Полонська — видатний український радянський астроном
- Юзеф Мьончиньський — староста лосицький, генерал французьких військ, маршалок белзький Барської конфедерації з 28 серпня 1769 р., воював проти О. Суворова (мати — Дорота з князів Воронецьких).[16]
- Валентина Засадко (* 1982) — український економіст.